# القوات الجوية الأبخازية
القوة الجوية الأبخازية عبارة عن سلاح جو صغير أبخازي. لا يوجد معلومات كثيرة حول نشأة القوة الجوية، لكن من قام بإنشائها فياشيسلاف إيشبا معتمداً في البداية على عدد من طائرات ياكوفليف ياك-52 التدريبية المجهزة بالرشاشات.
تم تنفيذ أول مهمة قتالية لها في 27 أغسطس 1992، والذي أصبح يُحتفل به في أبخازيا باعتباره "يوم الطيران". تزعم القوات الجوية الأبخازية أنها نفذت 400 رحلة تشغيلية خلال الحرب الأبخازية الجورجية 1992-1993. الخسائر القتالية الأبخازية خلال الحرب الأهلية غير مؤكدة، ولكنها تشمل طائرة ياك-52 في مهمة استطلاعية بالقرب من سوخومي في 4 يوليو 1993.
في خريف عام 2001، أفادت التقارير أن القوات الجوية الأبخازية تضم 250 فرداً، وطائرة من طراز سو-25، وطائرتان من طراز إل-39، وواحدة من طراز ياك-52، و2 من طراز مي-8. في فبراير 2007، أفاد موقع روسي على شبكة الإنترنت أن أبخازيا لديها مقاتلتان من طراز سو-27، وطائرة واحدة من طراز ياك-52، وطائرتان هجوميتان من طراز سو-25، وطائرتان تدريبيتان من طراز إل-39، وطائرة نقل خفيفة من طراز أن-2، و7 طائرات هليكوبتر من طراز مي-8، و3 طائرات هليكوبتر من طراز مي-24. في عام 2007، أعطى مصدر أبخازي غير مؤرخ جردًا للقوات الجوية الأبخازية على النحو التالي: 16 طائرة ميج-21، و46 طائرة سو-25، و2 طائرة إل-39، وطائرة ياك-52، و2 طائرة مي-8.

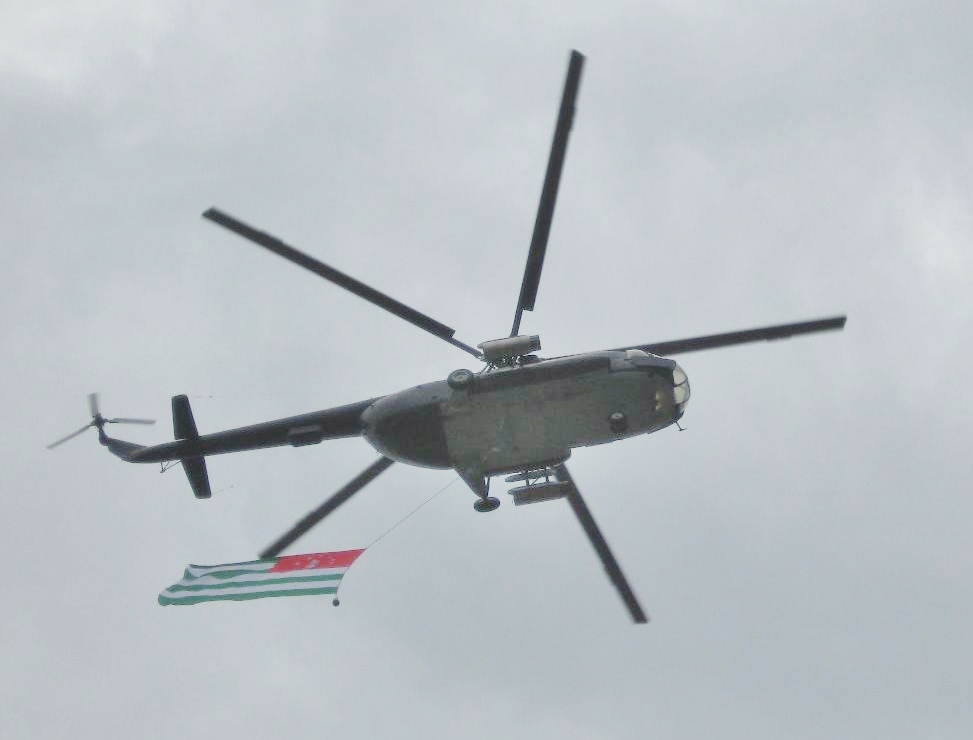
مروحية من طراز مي-8 ترفع العلم الأبخازي.

## شعار الطائرات
